# Maura Tombelli
Maura Tombelli (* 8. November 1952 in Montelupo Fiorentino) ist eine italienische Astronomin.
Sie begann ihre Forschungen mit veränderlichen Sternen und ist eine erfolgreiche Entdeckerin von fast 200 Kleinplaneten, zum Beispiel der Asteroiden (6876) Beppeforti, (7197) Pieroangela und (7481) San Marcello im Hauptgürtel.
Der Asteroid (9904) Mauratombelli wurde 1999 nach ihr benannt.
Maura Tombelli ist Präsidentin der 1995 gegründeten Gruppo Astrofili Montelupo.